# Cofradía de Nuestra Señora de la Soledad de la Portería

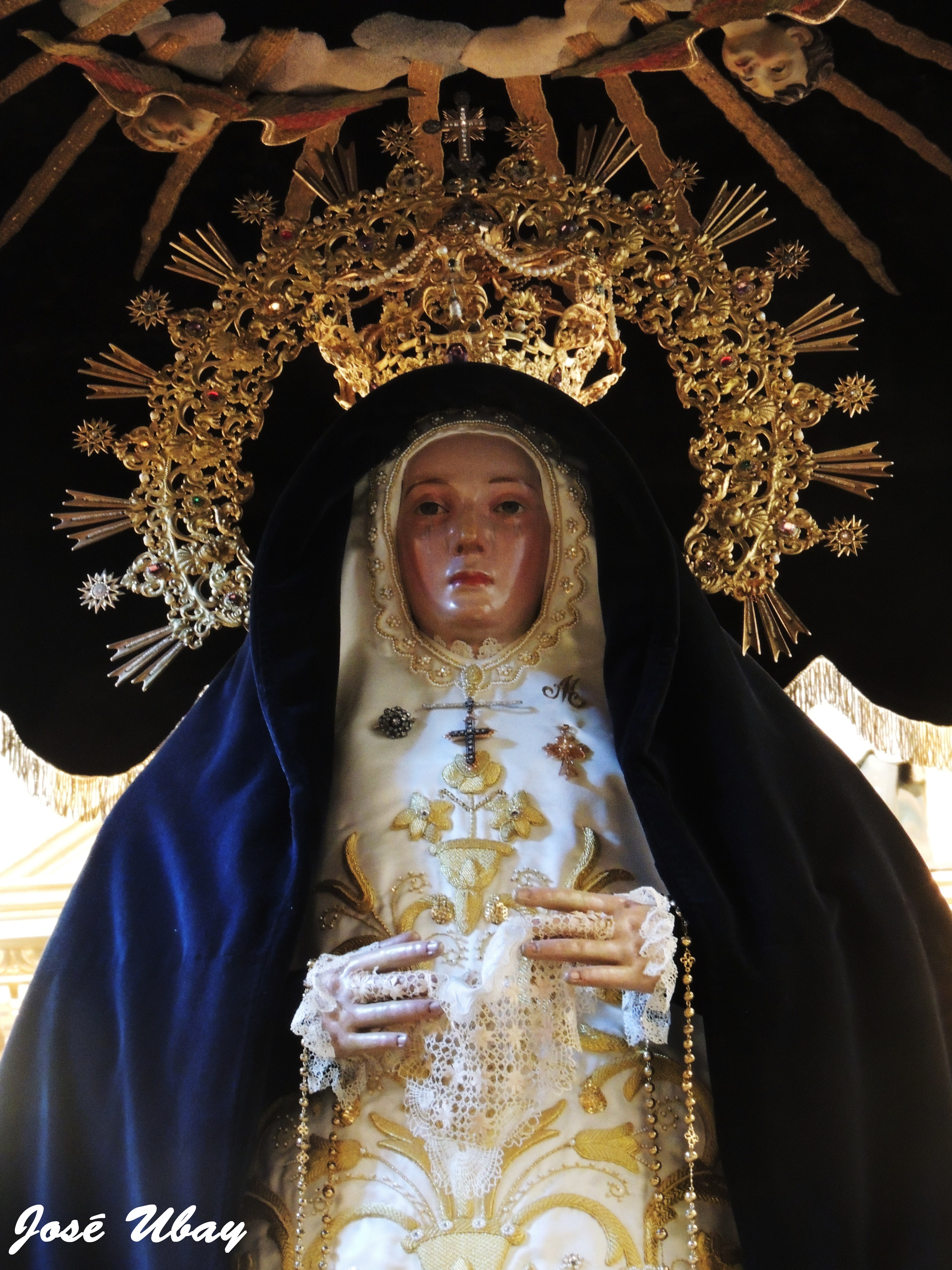
Nuestra Señora de la Soledad de la Portería, parroquia de San Francisco, Las Palmas de Gran Canaria.

La Pontificia y Real Archicofradía de Nuestra Señora de la Soledad de la Portería Coronada es una cofradía de culto católico que se encuentra instaurada en la parroquia de san Francisco de Asís y santuario mariano de Nuestra Señora de la Soledad de la ciudad de Las Palmas de Gran Canaria (Gran Canaria, España). Erigida en 1988, sus orígenes se remontan a 1636, con el fin de darle culto a la devota imagen de Nuestra Señora de la Soledad de la Portería.

## Reseña histórica
- En el año 1636, la cofradía de la Soledad de la Portería, incorporó como devoción titular al santo Entierro de Cristo, san Juan Evangelista y santa María Magdalena.

- En 1842, la Virgen de la Soledad de la Portería pasó de la portería conventual al interior del templo, donde en la actualidad se le sigue rindiendo culto.

- En el año 1854 fue fundada la Real Archicofradía Sacramental del Santo Entierro de Cristo, que fue la misma cofradía de la Virgen de la Soledad de la Portería, pero con la titularidad del Cristo difunto.

- En 1873, la cofradía de la Virgen de la Soledad de la Portería es renovada y elevada a rango canónico por segunda vez.

- En 1964, por mandato del papa Juan XXIII"... y en atención a la mucha devoción que le profesa la ciudad" fue coronada canónicamente en el pórtico de la catedral de Canarias; convirtiéndose así en la única imagen de la Virgen en su dolor coronada canónicamente en todo el archipiélago canario con rango pontificio y la única que posee dicho rango de coronación en la diócesis de Canarias (provincia de Las Palmas).[5] Además es la sexta imagen coronada canónicamente en el archipiélago canario en general.

- En el año 1985, SSMM la reina doña Sofía de Grecia, aceptó ser la camarera mayor de Nuestra Señora de la Soledad de la Portería.

- En 1988, la cofradía pasó a ser reconocida como archicofradía, asumiendo el título concedido por el papa Pío IX, por ser la primitiva cofradía la más antigua de las cofradías marianas de pasión del archipiélago canario.

- En el año 2007, le fue concedida a la archicofradía por el excelentísimo ayuntamiento de la ciudad de Las Palmas de Gran Canaria, la medalla de plata de la ciudad.

- La Virgen de la Soledad de la Portería es patrona del cabildo de Gran Canaria desde 1964, año de su coronación canónica.